# Szlarnik długodzioby
Szlarnik długodzioby (Zosterops gibbsi) – gatunek małego ptaka z rodziny szlarników (Zosteropidae). Występuje endemicznie na wyspie Vanikoro (Wyspy Salomona). Nie jest zagrożony wyginięciem.

## Taksonomia
Nazwa gatunkowa gibbsi upamiętnia Davida Gibbsa, który odkrył szlarnika długodziobego. Brytyjski ornitolog i weterynarz Guy Dutson w dniu 11 listopada 1997, na wysokości 5 m n.p.m., zebrał holotyp; była to dorosła samica. Okaz został przesłany do Muzeum Historii Naturalnej w Tring w Wielkiej Brytanii; otrzymał numer 2003.5.3. Zebrano również trzy paratypy: samicę i dwa samce. Nie pobrano próbek tkanki. Gatunek wyodrębniono na podstawie następującego zestawu cech:

- brak białej obrączki ocznej (jest szara)
- znacznie dłuższy dziób niż u innych przedstawicieli Zosterops
- dziób czarny z nasadą o barwie rogu
- nogi i stopy różowopomarańczowe
- żółtawa broda

Wyżej wymienione cechy nie występują u innych szlarników w takiej kombinacji i nie występują w ogóle u innych melanezyjskich przedstawicieli rodzaju Zosterops, nawet u prawdopodobnie najbliżej spokrewnionego szlarnika jednobarwnego (Z. sanctaecrucis).

## Morfologia
Dziób czarny, jedynie u nasady o barwie rogu. Kąciki dzioba różowopomarańczowe. Wnętrze dzioba jasnoszare. Tęczówki rudobrązowe. Dokoła oka naga szara obrączka oczna. Kolor nóg różowopomarańczowy do płowego. Wierzch ciała cytrynowooliwkowy z brązowym odcieniem na pokrywach nadogonowych. Lotki szarobrązowe, sterówki ciemnoszarobrązowe z żółtymi obrzeżeniami chorągiewek zewnętrznych. Podobne obrzeżenia posiadają też lotki II i III rzędu. Spód ciała jasnożółty, broda wyraźnie żółta. Pokrywy podskrzydłowe białawe.

### Wymiary
Wymiary podano w milimetrach.
| Okaz      | Dziób      | Skok | Skrzydło | Ogon |
| --------- | ---------- | ---- | -------- | ---- |
| Holotyp   | 16         | 19   | 67       | 42   |
| Paratyp 1 | 16         | 19   | 69       | 43   |
| Paratyp 2 | uszkodzony | 19   | 57       | 43   |

## Ekologia
Szlarnik długodzioby żywi się stawonogami, które zbiera z liści i gałęzi drzew, oraz drobnymi owocami.
Wszystkie ze złapanych okazów (początek listopada) miały plamę lęgową.

## Status
IUCN nieprzerwanie od 2009 roku uznaje szlarnika długodziobego za gatunek najmniejszej troski (LC, Least Concern). Gatunek uznawany jest za pospolity powyżej 700 m n.p.m., a znacznie mniej pospolity na nizinach. Według ostrożnych szacunków liczebność populacji może się mieścić w przedziale 20–50 tysięcy osobników. Ptak ten wydaje się do pewnego stopnia tolerować degradację lasów. Prawdopodobnie największym zagrożeniem dla gatunku jest obecność introdukowanych ssaków, choć wydaje się on z powodzeniem koegzystować z zawleczonymi tu szczurami, a prawdopodobieństwo sprowadzenia na wyspę innych inwazyjnych gatunków jest niewielkie ze względu na obecny brak ruchu komercyjnego.